# Salix polyclona
Salix polyclona är en videväxtart som beskrevs av Camillo Karl Schneider. Salix polyclona ingår i släktet viden, och familjen videväxter. Inga underarter finns listade i Catalogue of Life.